# إليزابيث هيلمر
إليزابيث هيلمر (بالنرويجية البوكمول: Elisabeth Helmer)‏ هي مصورة نرويجية، (و. 1854 – 1920 م).